# Monthelie
Pour l’article homonyme, voir Monthélie (AOC).

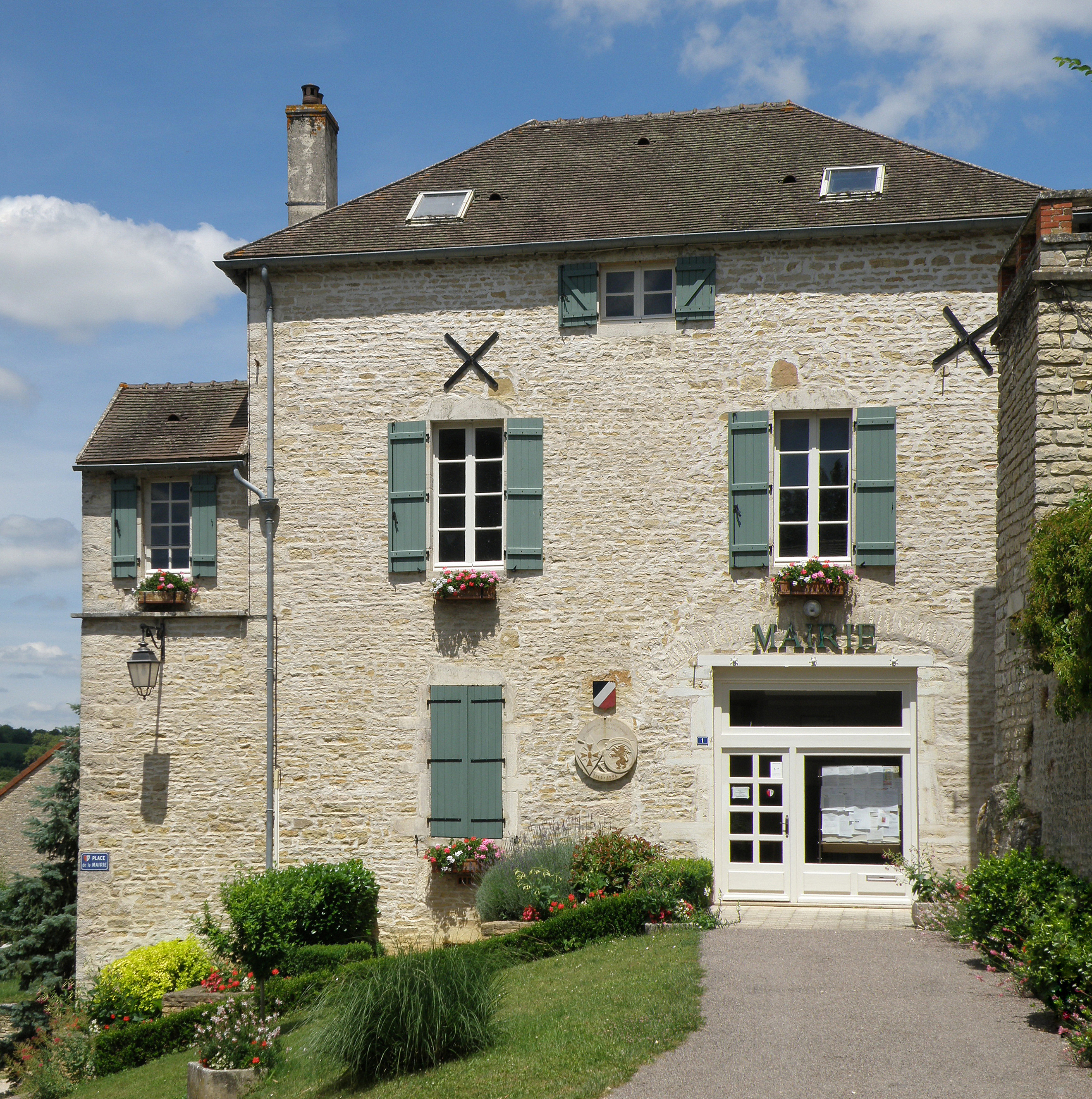
Mairie de Monthelie.

Monthelie [mɔ̃teli] est une commune viticole française, située sur la route des Grands Crus du vignoble de Bourgogne, dans le département de la Côte-d'Or en région Bourgogne-Franche-Comté.

## Géographie

### Climat
Pour des articles plus généraux, voir Climat de la Bourgogne-Franche-Comté et Climat de la Côte-d'Or.
En 2010, le climat de la commune est de type climat océanique dégradé des plaines du Centre et du Nord, selon une étude du Centre national de la recherche scientifique s'appuyant sur une série de données couvrant la période 1971-2000. En 2020, Météo-France publie une typologie des climats de la France métropolitaine dans laquelle la commune est exposée à un climat océanique altéré et est dans la région climatique  Bourgogne, vallée de la Saône, caractérisée par un bon ensoleillement (1 900 h/an), un été chaud (18,5 °C), un air sec au printemps et en été et des vents faibles. 
Pour la période 1971-2000, la température annuelle moyenne est de 10,7 °C, avec une amplitude thermique annuelle de 17,7 °C. Le cumul annuel moyen de précipitations est de 819 mm, avec 12 jours de précipitations en janvier et 6,9 jours en juillet. Pour la période 1991-2020, la température moyenne annuelle observée sur la station météorologique de Météo-France la plus proche, « La Rochepot », sur la commune de La Rochepot à 8 km à vol d'oiseau, est de 10,6 °C et le cumul annuel moyen de précipitations est de 849,5 mm,. Pour l'avenir, les paramètres climatiques de la commune estimés pour 2050 selon différents scénarios d'émission de gaz à effet de serre sont consultables sur un site dédié publié par Météo-France en novembre 2022.

## Urbanisme

### Typologie
Au 1er janvier 2024, Monthelie est catégorisée commune rurale à habitat dispersé, selon la nouvelle grille communale de densité à 7 niveaux définie par l'Insee en 2022.
Elle est située hors unité urbaine. Par ailleurs la commune fait partie de l'aire d'attraction de Beaune, dont elle est une commune de la couronne,. Cette aire, qui regroupe 64 communes, est catégorisée dans les aires de 50 000 à moins de 200 000 habitants,.

### Occupation des sols
L'occupation des sols de la commune, telle qu'elle ressort de la base de données européenne d’occupation biophysique des sols Corine Land Cover (CLC), est marquée par l'importance des territoires agricoles (58,8 % en 2018), en diminution par rapport à 1990 (60,8 %). La répartition détaillée en 2018 est la suivante : 
cultures permanentes (44,2 %), milieux à végétation arbustive et/ou herbacée (18,3 %), forêts (17,6 %), terres arables (14,5 %), zones urbanisées (5,3 %), prairies (0,1 %). L'évolution de l’occupation des sols de la commune et de ses infrastructures peut être observée sur les différentes représentations cartographiques du territoire : la carte de Cassini (XVIIIe siècle), la carte d'état-major (1820-1866) et les cartes ou photos aériennes de l'IGN pour la période actuelle (1950 à aujourd'hui).

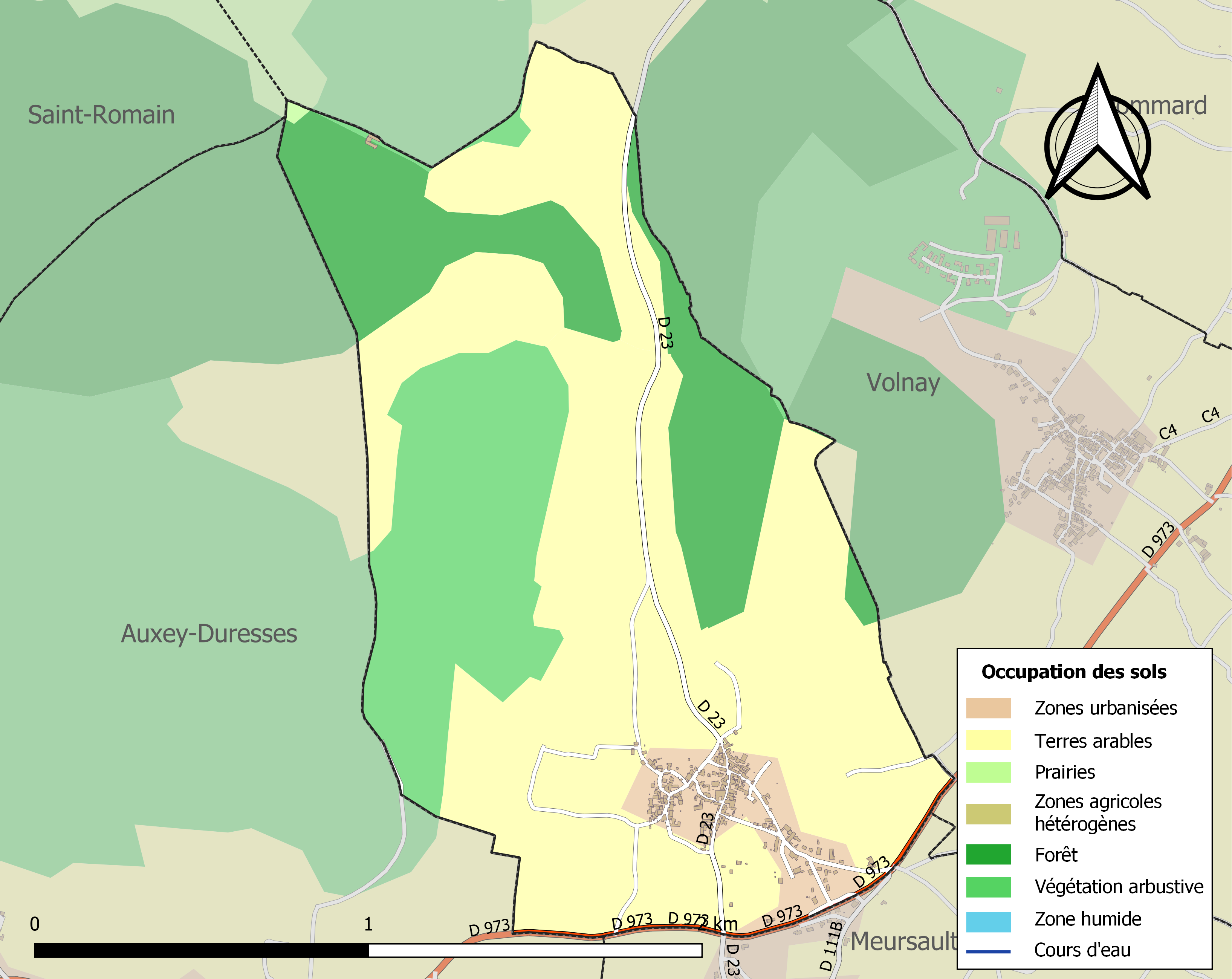
Carte des infrastructures et de l'occupation des sols de la commune en 2018 (CLC).

## Histoire
La seigneurie de Monthelie et son vignoble sont des dépendances de l’abbaye de Cluny durant cinq siècles (Xe au XVe siècle) à la suite du don fait en 1078 par le duc Hugues Ier de Bourgogne.
En 1722 l'apothicaire beaunois François Fromageot acquiert la seigneurie de Monthelie et la donne en dot à sa fille Jeanne qui épouse le seigneur François Brunet d’Antheuil en 1723...

## Politique et administration
| Période      | Période      | Identité        | Étiquette | Qualité |
| ------------ | ------------ | --------------- | --------- | ------- |
| avant 1988   | ?            | Henri Meyer     |           |         |
| mars 2001    | octobre 2020 | Jacky Clerget   |           |         |
| octobre 2020 | En cours     | Cladio Pagnotta |           |         |

## Démographie
L'évolution du nombre d'habitants est connue à travers les recensements de la population effectués dans la commune depuis 1793. Pour les communes de moins de 10 000 habitants, une enquête de recensement portant sur toute la population est réalisée tous les cinq ans, les populations de référence des années intermédiaires étant quant à elles estimées par interpolation ou extrapolation. Pour la commune, le premier recensement exhaustif entrant dans le cadre du nouveau dispositif a été réalisé en 2006.

En 2022, la commune comptait 146 habitants, en évolution de −9,88 % par rapport à 2016 (Côte-d'Or : +0,82 %, France hors Mayotte : +2,11 %).
| 1793 | 1800 | 1806 | 1821 | 1836 | 1841 | 1846 | 1851 | 1856 |
| ---- | ---- | ---- | ---- | ---- | ---- | ---- | ---- | ---- |
| 237  | 328  | 375  | 364  | 341  | 352  | 350  | 347  | 352  |

| 1861 | 1866 | 1872 | 1876 | 1881 | 1886 | 1891 | 1896 | 1901 |
| ---- | ---- | ---- | ---- | ---- | ---- | ---- | ---- | ---- |
| 346  | 351  | 317  | 316  | 331  | 338  | 304  | 304  | 285  |

| 1906 | 1911 | 1921 | 1926 | 1931 | 1936 | 1946 | 1954 | 1962 |
| ---- | ---- | ---- | ---- | ---- | ---- | ---- | ---- | ---- |
| 272  | 249  | 216  | 224  | 219  | 191  | 205  | 201  | 218  |

| 1968 | 1975 | 1982 | 1990 | 1999 | 2006 | 2011 | 2016 | 2021 |
| ---- | ---- | ---- | ---- | ---- | ---- | ---- | ---- | ---- |
| 220  | 199  | 198  | 193  | 200  | 176  | 158  | 162  | 153  |

| 2022 | - | - | - | - | - | - | - | - |
| ---- | - | - | - | - | - | - | - | - |
| 146  | - | - | - | - | - | - | - | - |

## Économie

### Vignoble
- Site du syndicat viticole de Monthelie : Les vignerons de Monthelie

## Culture locale et patrimoine

### Lieux et monuments

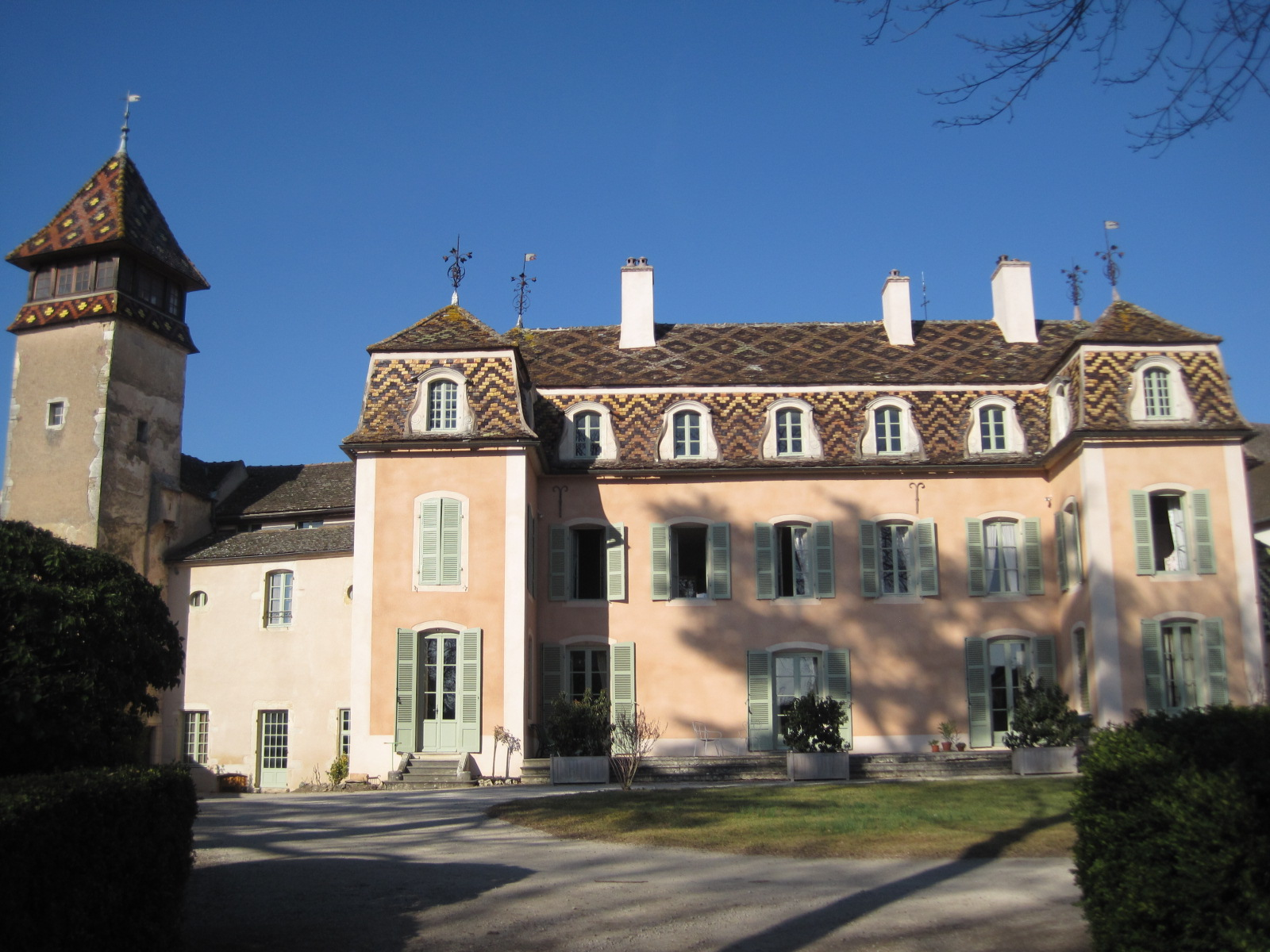
Le château de Monthelie (XVIe et XVIIIe siècle).

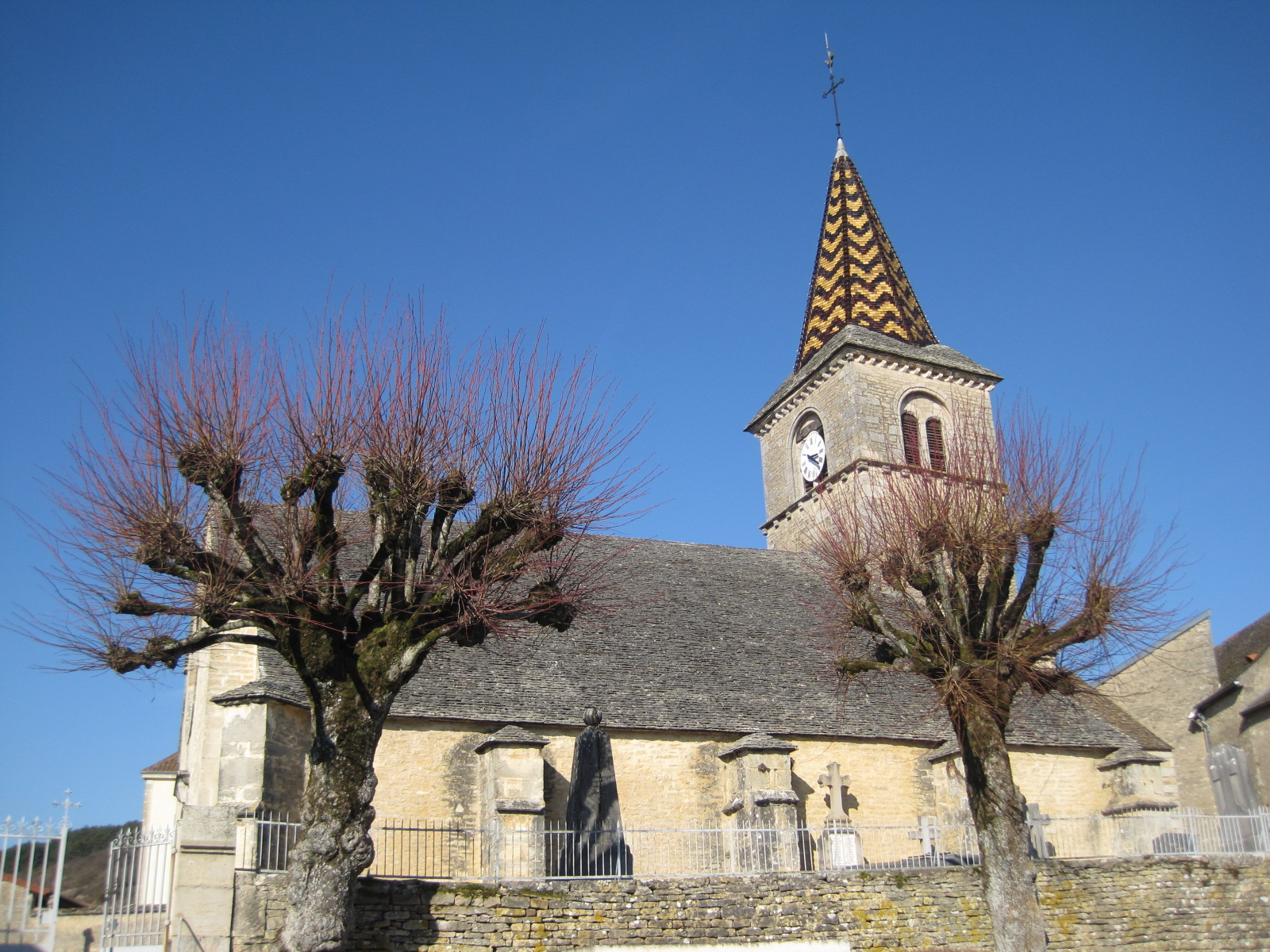
Vue générale de l'église de Monthelie, sous le vocable de saint Germain d'Auxerre.

Parmi les principaux lieux et monuments de Monthelie figurent notamment : 
- le château de Monthelie (des XVIe et XVIIIe siècles) ;
- l'église Saint-Germain-d'Auxerre, des XIIe et XIVe siècles, disposant d'un clocher coiffé de tuile vernissée de Bourgogne, édifice classé au titre des Monuments historiques en 1991.

### Personnalités liées à la commune
- Alfred Brugnot, homme politique

### Festivités
Monthelie, commune viticole, a accueilli en janvier 2004 la 60e édition de la Fête de la Saint-Vincent tournante, manifestation supervisée par la Confrérie des chevaliers du Tastevin.

### Héraldique
| Blason de Monthelie | Blason  | Parti : au 1er de gueules à deux clés d'or en sautoir, à l'épée en pal brochant sur le tout, au 2e d'argent à la serpette de vigne de sable en pal. |
| Blason de Monthelie | Détails | Le statut officiel du blason reste à déterminer. |